# 古今調
『古今調』（こきんちょう）は、主に古今和歌集にみられる特徴的な歌風。

## 概要
三句切れが多い。それまでの五七調から七五調に移り、掛詞や縁語が多用され、枕詞の発達や擬人法も多くみられるようになり、思いついたことと表現を調和させる動きが進んでいる。
そのような特徴からは、技巧的で優美繊細かつ理知的な要素が読み取れる。万葉調にみられる男性的な歌調を表す言葉である「ますらおぶり」に対して、「たおやめぶり」とも呼ばれる。
近世に至るまで歌壇の主流となり、現代にも数多くの歌人がいる。